# Kirsch-Blatthähnchen
Das Kirsch-Blatthähnchen (Orsodacne cerasi) ist ein Käfer aus der Familie Orsodacnidae.

## Merkmale
Die Käfer werden 4,5 bis 8 Millimeter lang. Ihre Färbung ist sehr variabel und reicht von gelb bis rotbraun mit schwarzer Zeichnung, oder auch ganz schwarz. Der Halsschild und die Deckflügel sind nur sehr spärlich behaart. Der Halsschild ist ungefähr gleich lang wie breit und weniger stark punktförmig strukturiert als die Deckflügel. Das dritte Fühlerglied ist merklich länger als das zweite. Der ähnliche Orsodacne humeralis ist ebenso variabel gefärbt, unterscheidet sich jedoch durch eine dichte weiße Behaarung am Körper sowie gleich lange zweite und dritte Fühlerglieder.

## Vorkommen und Lebensweise
Die Art kommt in Europa vor, im Norden bis nach Dänemark, Zentralnorwegen und -schweden sowie im Süden Finnlands. Die Art tritt auch in England auf, ist dort jedoch selten. Sie bewohnt Waldränder und Wiesen und ist auf den Blüten verschiedener Bäume und Sträucher, wie Weißdornen, Prunus-Arten, Vogelbeeren, Liguster, Obstbäumen und auch blühenden Doldenblütlern, Baldrian oder Mädesüß zu beobachten. Die Art ist von April bis August zu finden.

## Belege